# Plexippoides annulipedis
Plexippoides annulipedis là một loài nhện trong họ Salticidae.
Loài này thuộc chi Plexippoides. Plexippoides annulipedis được Kendo Saito miêu tả năm 1939.